# PSMA5
PSMA5 (англ. Proteasome subunit alpha 5) – білок, який кодується однойменним геном, розташованим у людей на короткому плечі 1-ї хромосоми. Довжина поліпептидного ланцюга білка становить 241 амінокислот, а молекулярна маса — 26 411.
| 10         |  | 20         |  | 30         |  | 40         |  | 50         |
| ---------- |  | ---------- |  | ---------- |  | ---------- |  | ---------- |
| MFLTRSEYDR |  | GVNTFSPEGR |  | LFQVEYAIEA |  | IKLGSTAIGI |  | QTSEGVCLAV |
| EKRITSPLME |  | PSSIEKIVEI |  | DAHIGCAMSG |  | LIADAKTLID |  | KARVETQNHW |
| FTYNETMTVE |  | SVTQAVSNLA |  | LQFGEEDADP |  | GAMSRPFGVA |  | LLFGGVDEKG |
| PQLFHMDPSG |  | TFVQCDARAI |  | GSASEGAQSS |  | LQEVYHKSMT |  | LKEAIKSSLI |
| ILKQVMEEKL |  | NATNIELATV |  | QPGQNFHMFT |  | KEELEEVIKD |  | I          |

A: Аланін

C: Цистеїн

D: Аспарагінова кислота

E: Глутамінова кислота

F: Фенілаланін

G: Гліцин

H: Гістидин

I: Ізолейцин

K: Лізин

L: Лейцин

M: Метіонін

N: Аспарагін

P: Пролін

Q: Глутамін

R: Аргінін

S: Серин

T: Треонін

V: Валін

W: Триптофан

Кодований геном білок за функціями належить до гідролаз, протеаз, треонінових протеаз. 
Локалізований у цитоплазмі, ядрі.